# Adelina Engman
Adelina Engman (11 oktober 1994) is een voetbalspeelster uit Finland. Ze speelt als middenvelder voor FC Como in de Serie A.

## Clubcarrière
Engman maakte haar profdebuut voor Åland United in 2009. In 2015 maakte ze de overstap naar Zweden, waar ze een contract tekende bij Kopparbergs/Göteborg FC. Na drie jaar verliet ze de club voor een overstap naar Chelsea FC, actief in de Engelse Super League. Na een periode bij Montpellier HSC te hebben gevoetbald, besloot Engman om bij Växjö DFF terug te keren in Zweden. Op 25 november 2021 tekende ze een tweejarig contract bij Hammarby IF.
Op 15 februari 2024 werd bekend dat Engman een contract had getekend bij IF Brommapojokarna.

## Statistieken
| Seizoen | Club                    | Land      | Competitie        | Wedstrijden | Doelpunten |
| ------- | ----------------------- | --------- | ----------------- | ----------- | ---------- |
| 2009    | Åland United            | Finland   | Kansallinen Liiga | 16          | 0          |
| 2010    | Åland United            | Finland   | Kansallinen Liiga | 8           | 2          |
| 2011    | Åland United            | Finland   | Kansallinen Liiga | 21          | 10         |
| 2012    | Åland United            | Finland   | Kansallinen Liiga | 25          | 25         |
| 2013    | Åland United            | Finland   | Kansallinen Liiga | 20          | 9          |
| 2014    | Åland United            | Finland   | Kansallinen Liiga | 23          | 17         |
| 2015    | Kopparbergs/Göteborg FC | Zweden    | Damallsvenskan    | 17          | 3          |
| 2016    | Kopparbergs/Göteborg FC | Zweden    | Damallsvenskan    | 22          | 4          |
| 2017    | Kopparbergs/Göteborg FC | Zweden    | Damallsvenskan    | 20          | 3          |
| 2018    | Kopparbergs/Göteborg FC | Zweden    | Damallsvenskan    | 11          | 2          |
| 2018/19 | Chelsea FC              | Engeland  | Super League      | 11          | 2          |
| 2019/20 | Chelsea FC              | Engeland  | Super League      | 2           | 1          |
| 2020/21 | Montpellier HSC         | Frankrijk | Division 1        | 16          | 1          |
| 2021    | Växjo DFF               | Zweden    | Damallsvenskan    | 10          | 0          |
| 2022    | Hammarby IF             | Zweden    | Damallsvenskan    | 24          | 1          |
| 2023    | Hammarby IF             | Zweden    | Damallsvenskan    | 13          | 0          |
| 2024    | IF Brommapojkarna       | Zweden    | Damallsvenskan    | 10          | 1          |
| 2024/25 | FC Como                 | Italië    | Serie A           | 6           | 0          |
| Totaal  | Totaal                  | Totaal    | Totaal            | 275         | 81         |

Laatste update: 18 maart 2025

## Interlandcarrière
Engman maakte in mei 2012 haar debuut voor het Finse nationale team in een wedstrijd tegen België. In 2022 was ze met haar land actief op het EK 2022 in Engeland.
In 2023 was Engman onderdeel van de Finse selectie die voor het eerste in de geschiedenis de Cyprus Women's Cup wist te winnen.